# Apistogrammoides pucallpaensis
Apistogrammoides pucallpaensis es una especie de peces de la familia Cichlidae en el orden Perciformes.

## Morfología
Los machos pueden llegar alcanzar los 2,7 cm de longitud total y las  hembras 2,28.

## Reproducción
Los huevos son depositados en los techos cavidades o  cuevas y protegidos por la hembra.

## Hábitat
Vive en zonas de clima tropical entre 23 °C - 30 °C de temperatura.

## Distribución geográfica
Se encuentran en Sudamérica:  cuenca del río Amazonas.